# Alphabétisme informatique
L’expression « alphabétisme informatique » désigne la capacité à se servir des ordinateurs et des nouvelles technologies de façon efficace. Cette expression peut aussi désigner en particulier le niveau d’aisance d’une personne face à des programmes informatiques et des techniques qui y sont habituellement associés. La connaissance du fonctionnement des ordinateurs constitue également une autre part importante de l’alphabétisme informatique. Dans les pays développés, les compétences de base en informatique sont un atout important.
La définition précise de l’alphabétisme informatique peut varier selon les personnes. En dehors du contexte informatique, le mot alphabétisé qualifie habituellement une personne capable de lire n’importe quel livre dans sa langue maternelle et qui, lorsqu’elle rencontre un mot inconnu, peut éventuellement faire une recherche sur ce dernier. De la même manière, pour un professionnel de l’informatique, la capacité à s’auto-former (c.-à-d. apprendre à utiliser de nouveaux programmes ou réaliser de nouvelles tâches) est une partie importante de l’alphabétisation informatique. Ainsi, dans le langage courant, un « alphabétisé informatique » est souvent une personne qui est capable de faire plus que de simplement utiliser plusieurs logiciels précis (il s’agit souvent des produits Microsoft Word, Internet Explorer et Outlook [citation nécessaire]) pour des usages précis et dont la technique d’apprentissage se résume en grande partie à du par cœur. On pourrait comparer cette situation à celle d’un enfant affirmant savoir lire, alors qu’il se serait simplement contenté d’apprendre par cœur quelques livres simples pour enfant. Pour ces personnes, les vraies difficultés apparaîtront lorsqu’elles seront amenées à découvrir un nouveau programme. L’une des qualités d’une personne dite « alphabétisée informatiquement » est donc l’adaptation et la capacité à faire face à de nouveaux outils.
On parle plus couramment de maîtrise de l'informatique.